# The Sims: Hot Date
The Sims: Hot Date је трећи додатак намењен стратешкој игри и симулацији живота The Sims, коју је направио Maxis, а објавио Electronic Arts. Игра је пуштена у продају 4. новембра 2001. године, а примила је многе позитивне критике захваљујући новом градском подручју „Downtown”, које мења ток уобичајене игре који се дотад одвијао само на малим плацевима играчеве породице Сим. Тема додатка је усредсређена на градски живот, флертовање, излазак у кафиће, што је послужило као основа за израду игре The Sims 2: Nightlife, која је изашла 2005. године.

## Играње
Осим многих нових врста намештаја намењених за домаћинство, у игру је додан нови град  Downtown, у коме се налази десет различитих локација које се могу посетити.
Симси сад могу телефоном позвати такси, који ће их одвести у изабрано место у Downtown-у. Понуђена места су: шопинг центри, центри за рекреацију, ресторани или ноћни клубови. Ту могу купити одећу, сувенире, наручити јела у ресторанима или уживати у ноћном проводу. Такође, овде Симси могу упознати своје прве симпатије, проводити се и флертовати с њима да би им односи постали чвршћи.
Све време проведено у Downtown-у одвија се независно од времена код куће. На пример, ако Сим у три сата поподне оде у град, кад се врати својој кући време ће бити једнако као кад је кренуо, тј. још ће бити три сата поподне. Ово је једна од бољих опција уведених у игру јер у граду играч може остати колико год жели, а притом не мора размишљати о осталим укућанима или одласку на посао.

## Нове неигриве креатуре
Кроз читав додатак прожимају се нове неигриве креатуре које се могу видети у граду, а неке од њих ће посетити суседство играчевих карактера. Такав је случај са Claire the Bear (Медведице Клари) која ће повремено улазити у дворишта и претресати канте за отпатке. Јавља се и Miss Crumplebottom (Госпођа Крамплботом), намргођена, седа бакица која тумара унаоколо по Downtown-у. Она не подноси да види двоје младих Симова како се љубе и флертују у њеном окружењу, тако да ће стално насртати на играчеве карактере и ударати их својом торбом. У Downtown-овим ресторанима јављају се конобари, који ће услуживати све играчеве потребе, глади или жеђи. У појединим ресторанима налазе се и свирачи, који ће карактерима за време вечере свирати гитаре.